# Burán (misil)
Burán (en ruso: Бура́н «tormenta de nieve») fue un misil de crucero intercontinental soviético, también conocido bajo la denominación RSS-40, comenzado a desarrollar en 1954, pero que nunca llegó a producción. Fue competidor directo del proyecto Burya.

## Historia
El comienzo de la fase de diseño por parte de la firma Miasíshchev fue autorizado por un decreto el 20 de mayo de 1954. Se trataría de un misil de crucero supersónico capaz de alcanzar mach 3. El diseño de misiles balísticos hizo obsoletos los misiles de crucero intercontinentales, lo que supuso el fin del proyecto Buran.
El misil usaría motores ramjet fabricados por Valentín Glushkó y una aerodinámica ideada por el TsAGI (el Instituto Central de Hidrodinámica). Habría llevado una ojiva de 3.500 kg hasta una distancia máxima de 8.500 km. La configuración especificada por el TsAGI para la etapa de crucero implicaba alas convencionales en flecha en ángulo de 70 grados. El fuselaje era cilíndrico, con el cono de choque del motor ramjet en el morro e inclinado 3 grados hacia abajo, el mismo ángulo que el ángulo de cabeceo del misil en la etapa de crucero. Los sistemas de guiado y astronavegación irían en un carenado en la parte superior del misil, con los rastreadores de estrellas mirando a través de una ventana hecha de cuarzo.
El trabajo de diseño ya había comenzado en abril de 1953, antes de la autorización oficial. Se decidió que el misil constaría de dos etapas, una etapa propulsora formada por cuatro cohetes (denominada M-41) y la etapa de crucero impulsada por el motor ramjet (denominada M-42). El misil sería lanzado verticalmente desde una rampa móvil. En total, el misil tenía 24 metros de largo, 11,6 metros de envergadura, una masa de 125 tn y una velocidad de crucero de 3000 a 3200 km/h.
Se estudiaron variantes de la etapa M-42, entre ellas una versión pilotada, con una cabina situada en la etapa de crucero. Al final de la misión el piloto saldría eyectado y sería recuperado en paracaídas.
El proyecto fue cancelado en noviembre de 1957, con dos misiles construidos para las pruebas y tres meses después de que el nuevo misil balístico intercontinental R-7 de Sergéi Koroliov fuese probado con éxito.

## Datos técnicos

### Etapa M-41
Formada por 4 cohetes, con las siguientes características:
- Masa lleno: 18.000 kg
- Masa vacíos: 3.000 kg
- Empuje (en el vacío): 755 kN
- ISP: 254 s
- Tiempo de combustión: 50 s
- Diámetro: 1,2 m
- Envergadura: 3 m
- Longitud: 19,1 m
- Propulsantes: ácido nítrico y queroseno
- N.º de motores por unidad: 1
- Motor: RD-213

### Etapa M-42
Un único vehículo:
- Masa lleno: 53.000 kg
- Masa vacíos: 15.000 kg
- Empuje (en el vacío): 103,9 kN
- ISP: 1.500 s
- Tiempo de combustión: 8.500 s
- Diámetro: 2,4 m
- Envergadura: 11,6 m
- Longitud: 23,30 m
- Propulsantes: aire y queroseno
- N.º de motores: 1
- Motor: RD-020